# Uran Islampur
Uran Islampur es una ciudad y  municipio situada en el distrito de Sangli en el estado de Maharashtra (India). Su población es de 67391 habitantes (2011). Se encuentra a 43 km de Sangli.

## Demografía
Según el censo de 2011 la población de Uran Islampur era de 67391 habitantes, de los cuales 34435 eran hombres y 32956 eran mujeres. Uran Islampur tiene una tasa media de alfabetización del 87,88%, superior a la media estatal del 82,34%: la alfabetización masculina es del 92,62%, y la alfabetización femenina del 82,99%.